# Rock 'n' Roll Star
Rock 'n' Roll Star er en komposition af det britiske band Oasis, som optræder som åbningsnummer på albummet Definitely Maybe (1994). Nummeret, som også var bandets første single, er skrevet af guitarist Noel Gallagher, og blandt de første han skrev til pladen. Den blev i USA udgivet som en såkaldt "radiosingle" inklusiv en markedsføringsvideo.
Sangteksten omhandler Noels drømme og ønsker om at blive og være rockstjerne, samt sit håb om at komme væk fra Manchester og omegn, hvor han er opvokset. Selv har han sagt, at nummeret er en af de eneste tre sange, hvor han ønskede at sige noget: "I've pretty much summed up everything I wanted to say in "Rock 'n' Roll Star", "Live Forever" and "Cigarettes & Alcohol", after that I'm repeating myself, but in a different way". [kilde mangler]
Nummeret indgår også på liveoptagelsen Familiar to Millions (2000), som blev udgivet som både grammofonplade, cd, dvd og VHS. 
I 2005 optrådte en liveversion af nummeret, optaget d. 2. juli 2005 på City of Manchester Stadium, på singlen Let There Be Love. Den gængse studieversion optræder også som det første nummer på bandets opsamling Stop the Clocks (2006).

## Numre (USA)
1. Rock'n'Roll Star
2. Shakermaker
3. Fade Away
4. Cigarettes & Alcohol